# Famille Gaignault
La famille Gaignault est une famille française subsistante, issue de l'ancienne bourgeoisie des villes d'Alençon, en Normandie, et d'Issoudun, en Berry.
Elle compte parmi ses membres des maires, des officiers. Elle dirigea une imprimerie à Issoudun de 1866 à la fin du XXe siècle. Pendant près de 115 ans elle imprima aussi l’Écho des marchés du Centre. Elle est aussi connue pour avoir édité l'Almanach de l'Indre surnommé dans tout le département le petit Gaignault qui a paru jusqu'en 1990.

## Patronyme
Ce patronyme est cité à Alençon (Orne) dès 1462 avec Jehan Le Gaigneau. L'étymologie probable est le vieux français « gagner », signifiant labourer, cultiver. Orthographié « Le Gaigneau » puis « Gaigneau » jusqu’au XVIIIe siècle, il s'est progressivement transformé en « Gaignault », sauf pour les rameaux cadets « Gaigneau » et « Gaigneau d’Etiolles » qui ont conservé à l'état civil la forme d’origine (avec un complément pour le second) jusqu’à leur extinction, en 1963 et 1983.

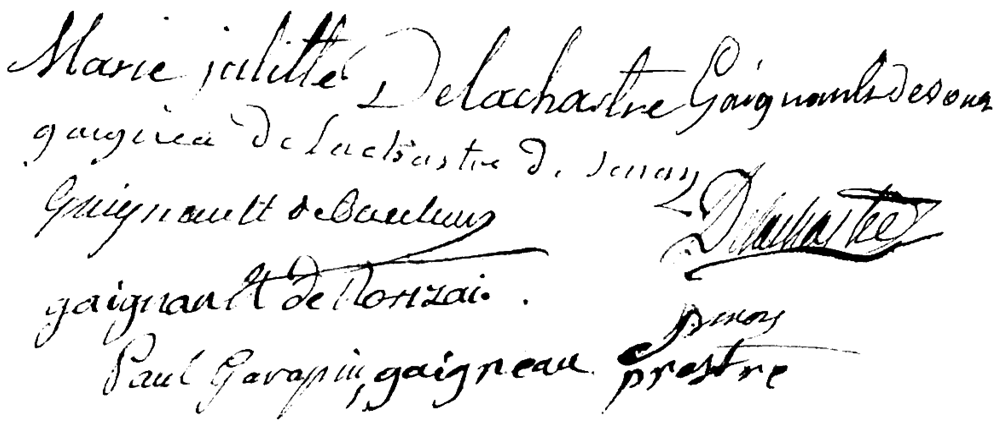
signatures de membres de la famille Gaignault au bas d'un acte de mariage en 1790 : illustration du passage de l'orthographe « Gaigneau » à l'orthographe « Gaignault » et de l'emploi des noms de terre jusqu'à la fin de l'Ancien Régime.

Les différentes branches berrichonnes de cette famille ont toutes été connues sous des noms de terre : Vouet (commune de Paudy, Indre), Beaulieu (commune de Lazenay, Cher), Berthenon (commune de Saint-Ambroix, Cher), Saint-Soin (commune de Saint-Georges-sur-Arnon, Indre), Favrille (commune de Lizeray, Indre), la Pinauderie (commune de Cerbois, Cher), etc. Seule la branche aînée (autrefois « de Vouet ») subsiste aujourd’hui.

## Histoire
Citée en 1462 à Alençon, sa filiation est rigoureusement établie à partir de Jehan Le Gaigneau, bourgeois d'Alençon, né vers 1480, qui testa les 25 juillet et 10 août 1537 en faveur de son fils Estienne, apothicaire et bourgeois de la même ville. De son mariage avec Guillemine Hébert, ce dernier fut père de Mathurin Le Gaigneau, né à Alençon, devenu apothicaire à Levroux (Indre), qui fixa sa descendance en Berry. Le fils aîné de ce dernier, Pierre Gaigneau, fut chirurgien-juré en la ville et ressort d'Issoudun, alors capitale du Bas-Berry, où les Gaignault sont toujours représentés. Cette famille a donné à cette cité entre autres : des conseillers de ville, cinq échevins et un maire, un lieutenant du premier chirurgien du roi, des médecins, des bourgeois, des officiers royaux de diverses juridictions (grenier à sel, élection), des administrateurs de l’Hôtel-Dieu et de l'hospice des incurables, des hommes et femmes d’Église, etc. Deux de ses membres, représentant la classe des « bourgeois vivant noblement » ont siégé à ce titre dans l'assemblée municipale constituée en vertu de l'édit de 1765. Les Gaignault ont également compté un député suppléant aux Etats généraux de 1789 et un garde d'honneur de l'Empereur (1813). Aux XIXe siècle et XXe siècle, ils ont donné des propriétaires terriens, un receveur particulier des finances, des industriels en textile à Corbeil-Essonnes et Paris, quelques officiers de Terre et de Mer, deux lieutenants de louveterie, des gestionnaires de patrimoine. De 1866 à 1990, ils ont dirigé à travers cinq générations l’imprimerie Gaignault, à Issoudun.

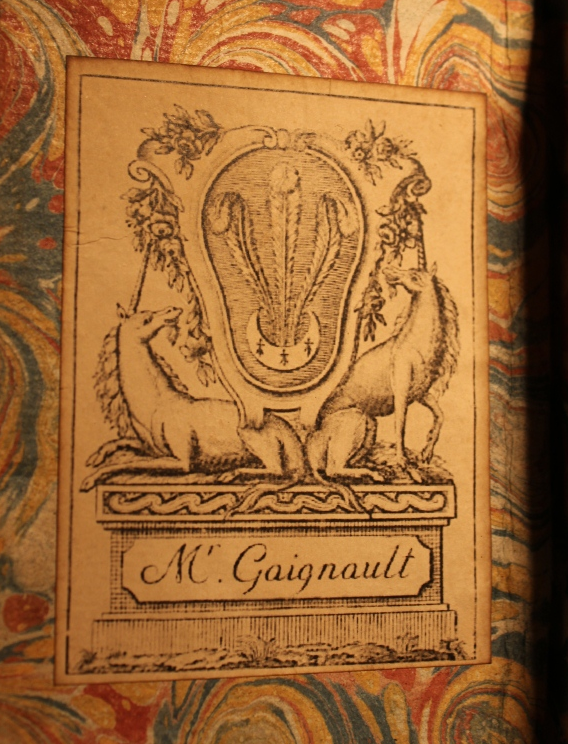
Ex-libris aux armoiries de M. Gaignault : d'azur à trois plumes d'autruche d'argent, issant d'un croissant chargé de trois mouchetures d'hermine ; supports : deux licornes d'argent.

Cette famille est devenue propriétaire en 1866 d'une imprimerie créée en 1794 à Issoudun, à laquelle elle donna son nom. Elle la conserva jusqu'à la fin du XXe siècle. Cette entreprise imprima notamment le code de la route Rousseau, et de nombreuses revues médicales, juridiques et techniques. Elle est aussi connue pour avoir édité l'Almanach de l'Indre surnommé dans tout le département le petit Gaignault. Pendant près de 115 ans, elle fit en outre paraître l’Écho des marchés du Centre. Ce journal dirigé par la famille Gaignault tirait à plus de 3 500 exemplaires jusqu'en 1914 puis à plus 8 000 exemplaires dans l'entre-deux Guerres. À cette époque, « tout le monde lisait le bihebdomadaire de Henri Gaignault » dans le Berry, selon le journaliste Pierre-Valentin Berthier. La ligne politique du journal était nettement conservatrice. Les déclarations faites en 1880 par M. Gaignault cachent une adhésion personnelle au mouvement monarchique : « Soumis aux lois constitutionnelles de notre pays, et sans hostilité préconçue contre la forme du gouvernement établi, nous restons les partisans convaincus de la liberté pour tous. Nous croyons que la République doit à son essence, à son principe, et à ses promesses, de donner cette liberté, comme aussi d'opérer toutes les réformes qu'appellera la marche du temps et surtout celles tendant à l'amélioration du sort des classes populaires ». Le député républicain et journaliste Georges de Beauregard ne s'y trompe pas lorsqu'il écrit, au moment de la mort d'Alphonse Gaignault, en 1902 : « S'il fut une carrière bien remplie, c'est assurément celle de M. Alphonse Gaignault qui, comme imprimeur et journaliste, devint pendant de longues années l'arbitre des luttes politiques de sa région ». Le lien entre son fils et des proches du comte de Chambord est par ailleurs établi. Le journal s'en prenait aussi au maire d'Issoudun, Alexandre Lecherbonnier, représentant d'une gauche radicale et surtout anticléricale, ce qui lui valut un procès en diffamation. Ce positionnement conservateur du journal valait à ses propriétaires d'incessantes critiques de la part d'autres journaux qui qualifiaient, au moment du Front Populaire, l'Echo des marchés du Centre de « journal dirigé contre la classe ouvrière ». Maurice Gaignault, qui deviendra le quatrième directeur de l'imprimerie de la famille, était par exemple surnommé le « chevalier de la pomme de pin » en référence à l'hôtel particulier où il habitait. À la Libération, le comité local de Libération saisit temporairement le matériel de l'imprimerie, ce qui conduisit à la disparition de l'Echo. Ses propriétaires, en effet, bien qu'autorisés à faire reparaître le titre à la suite d'un arrêt de la Cour d'appel de Bourges prononçant un non lieu sur la collaboration par voie de presse et l'atteinte à la sûreté de l'État en 1947, et une décision de la Cour de Cassation cassant l'ordonnance de mise sous séquestre, sans doute usés par les combats politiques menés depuis des décennies, n'ont pas souhaité lui redonner vie. Ils se sont alors retournés sur les seuls travaux d'édition et d'impression, en gardant toutefois le "Petit Gaignault" qui a paru jusqu'en 1990.
L'imprimerie fut l'un des principaux employeurs d'Issoudun avec plus de 300 salariés pendant de nombreuses années. Sa présence marqua fortement Issoudun et les anciens ouvriers de l'imprimerie restent encore soudés en organisant des « retrouvailles ».
Cette famille compte une cinquantaine de représentants vivants. Elle a été admise en 2006 au sein de l'association des Vieux noms français subsistants (VNFS), association cofondée en 2004 par l'un de ses membres qui en est le président depuis sa création.
Six membres de la famille sont membres de la Légion d'honneur : Alphonse Gaignault (1855-1923), Arthur Gaigneau d'Etiolles (1838-1892), Henri Gaignault (1870-1954), Pierre Gaignault (1898-1989), Robert Gaignault (1904-1972), Xavier Gaignault.

## Filiation
- Jehan (ca 1480 - 1537), bourgeois d'Alençon;
  - Etienne (ca 1510 - 1581), apothicaire et bourgeois d'Alençon;
    - Mathurin Le Gaigneau (ca 1540 - ca 1596), apothicaire à Levroux (Indre);
      - Pierre Gaignault (ca 1565 - ca 1635), chirurgien à Issoudun;
        - Pierre Gaignault (ca 1595 - 1673) lieutenant du 1er chirurgien du roi, chirurgien de l'hôtel-Dieu et bourgeois d'Issoudun;
          - René Gaignault (ca 1625 - 1673), médecin à Issoudun;
            - Jacques Gaignault (1656 - 1699), seigneur de Vouet, bourgeois d'Issoudun;
              - Denis Gaignault (1683 - 1739), seigneur de Vouet, bourgeois d'Issoudun;
                - Pierre Gaignault (1716 - 1768), seigneur de Vouet, échevin d'Issoudun;
                  - Philippe-Etienne Gaignault (1742 - 1797);
                    - Philippe-Etienne Gaignault (1786 - 1862);
                      - Alphonse Gaignault (1833 - 1902), imprimeur à Issoudun, directeur de l'Echo des marchés du Centre;
                        - Alphonse Gaignault (1855 - 1923), imprimeur à Issoudun et directeur de l'Echo des marchés du Centre, chevalier de la légion d'honneur;

                      - Philippe-Etienne Henri Gaignault (1831 - 1916);
                        - Henri Gaignault (1870 - 1954), imprimeur et éditeur, directeur de l'Echo des marchés du Centre; croix de guerre 14 - 18, chevalier de la légion d'honneur;
                          - Pierre Gaignault (1898 - 1989), courtier à la bourse de Paris, chevalier de la légion d'honneur;
                            - Philippe Gaignault (1927 - 2019);
                              - Gilles Gaignault (1951 - ), journaliste sportif;

                            - Christian Gaignault
                              - Igor Gaignault, artiste et designer;

                            - Hubert Gaignault
                              - Fabrice Gaignault (1956 - ), journaliste et écrivain;
                              - Florent Gaignault (1959 - ), directeur de société;

                          - Robert Gaignault (1904 - 1972), courtier à la bourse de Paris, croix de guerre 39 - 45, chevalier de la légion d'honneur;
                            - Patrick Gaignault (1952 - 2004), maire de Lizeray (Indre), époux d'Astrid de La Rochefoucauld;
                              - Benjamin Gaignault (1988 - ), fondateur d'Ornikar;

                          - Maurice Gaignault (1905 - 1989), imprimeur et éditeur, directeur de l'Echo des marchés du Centre, maitre d'équipage;
                            - Cyr Gaignault (1938 - ), membre de l'académie nationale de pharmacie;

              - Pierre Gaignault (1694 - 1770), seigneur de Beaulieu et de Dormillon, échevin d'Issoudun;
                - Anne Gaignault de Beaulieu (alias "de Dormillon") (1736 - 1835), épouse de Pierre de La Châtre de Senay;
                - Pierre-Denis Gaignault (1737 - 1818), seigneur de Saint-Soin et des Burets, député suppléant aux Etats Généraux de 1789, maire d'Issoudun;

              - François Gaignault (1697 - 1744), sieur de Favrille;
                - Cyr Jean Pierre Gaignault de Favrille (1726 - 1778), bachelier de Sorbonne, chanoine de Vatan;
                - Claude Gaignault (1731 - 1778), sieur de Favrille;
                  - Pierre-Denis Gaignault (1767 - 1829), propriétaire;
                    - Pierre-Armand Gaignault (1794 - 1849), garde d'honneur de l'empereur (4e régiment);

                  - Joseph "Gaigneau-Thurot" (1772 - 1827), receveur particulier des finances;
                    - Henri Gaigneau (1804 - 1868), industriel à Paris et Essonnes;
                      - Victor-Henri Gaigneau d'Etiolles (1831 - 1876), en religion "Père Henri", carme déchaux à Montpellier puis en Inde, curé de Mahé;
                      - Arthur Gaigneau d'Etiolles (1838 - 1892), chevalier de la légion d'honneur, officier de Marine.

## Personnalités

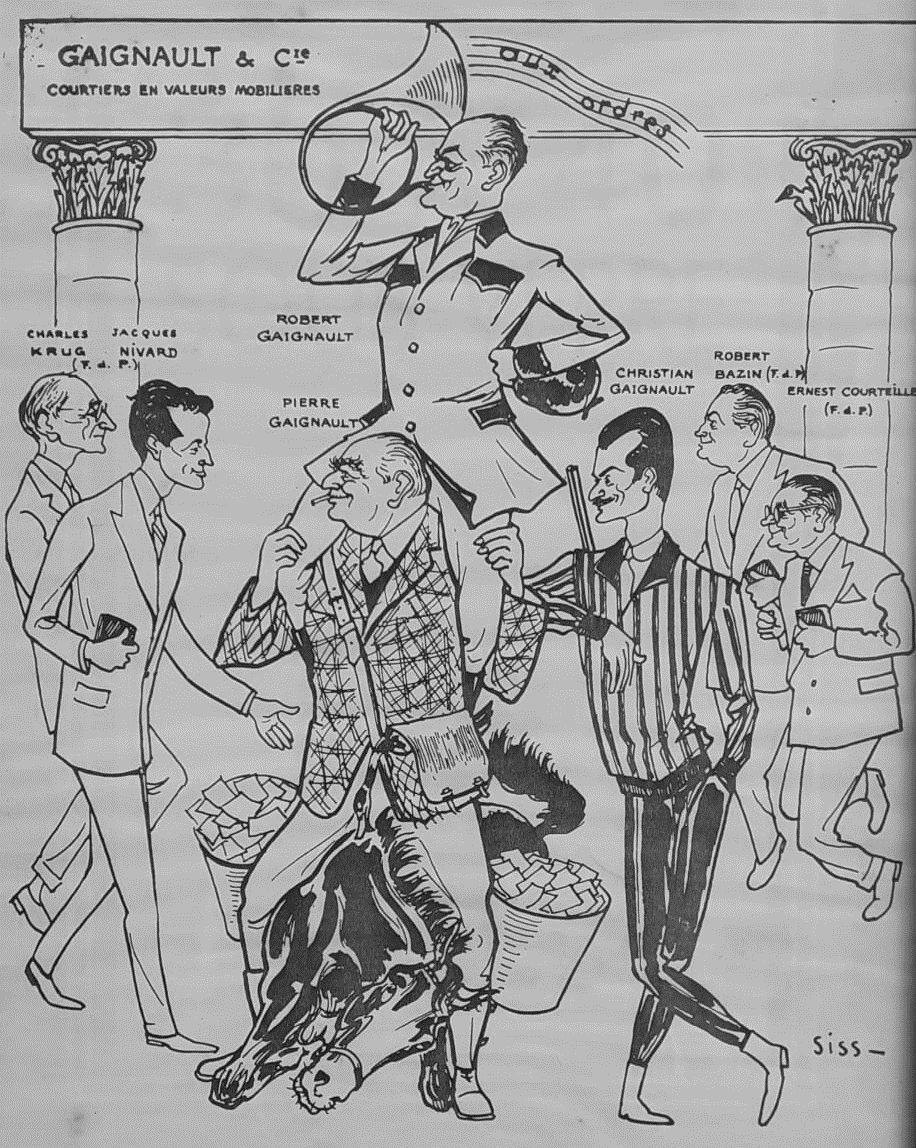
Pierre, Robert et Christian Gaignault, courtiers en valeurs mobilières près la Bourse de Paris, vers 1960.

- Pierre Gaigneau (avt 1596 - 1677), lieutenant du 1er chirurgien du roi en la ville et ressort d'Issoudun[25].
- Pierre Gaignault, sieur de Vouet (1716 - 1768), conseiller du roi, échevin d'Issoudun, administrateur de l'Hôtel-Dieu et capitaine de la compagnie de Saint-Louis.
- Denis Gaignault, sieur de Beaulieu (1723 - 1797), conseiller du roi, juge au grenier à sel et échevin  d'Issoudun[26].
- Cyr-Jean-Pierre Gaignault de Favrille (1726 - 1778), chanoine du chapitre royal de Vatan[27].
- Anne Gaignault de Beaulieu (1736 - 1835)[28], femme de Pierre de La Châtre, seigneur d'Availles et de Senay, et mère de Pierre Denis de La Châtre, baron de l'Empire[29],[30].
- Pierre-Denis Gaignault (alias Gaigneau), seigneur de Saint-Soin (1737 - 1818), conseiller du roi en l'élection générale et maire d'Issoudun, député suppléant aux Etats généraux de 1789[31],[32]
- Joseph "Gaigneau-Thurot" (1772 - 1827), receveur particulier des finances, beau-frère de l'académicien Jean-François Thurot.
- Louise-Victoire Gaignault (1813 - 1882), épouse Borget, belle-sœur du peintre Auguste Borget.
- Arthur Gaigneau d'Etiolles (1838 - 1892), officier de Marine[33], héros de la Guerre de 1870[34],[35].
- Cyr Gaignault, né en 1938, chercheur, membre de l'Académie nationale de pharmacie[36].
- Gilles Gaignault, né en 1951, journaliste sportif contemporain (sport automobile), créateur et directeur de l'écurie GDBA.
- Astrid Gaignault, née Astrid de La Rochefoucauld en 1956, maire de Diors (Indre) de 2001 à 2014 et fille de Robert de La Rochefoucauld.
- Fabrice Gaignault, né en 1956, journaliste et écrivain contemporain.
- Florent Gaignault, né en 1959, frère du précédent, directeur de société et producteur.
- Les époux Igor[37] et Jacquotte[38] Gaignault, artistes contemporains.
- Benjamin Gaignault, né en 1988, cofondateur et directeur général de l'entreprise Ornikar.

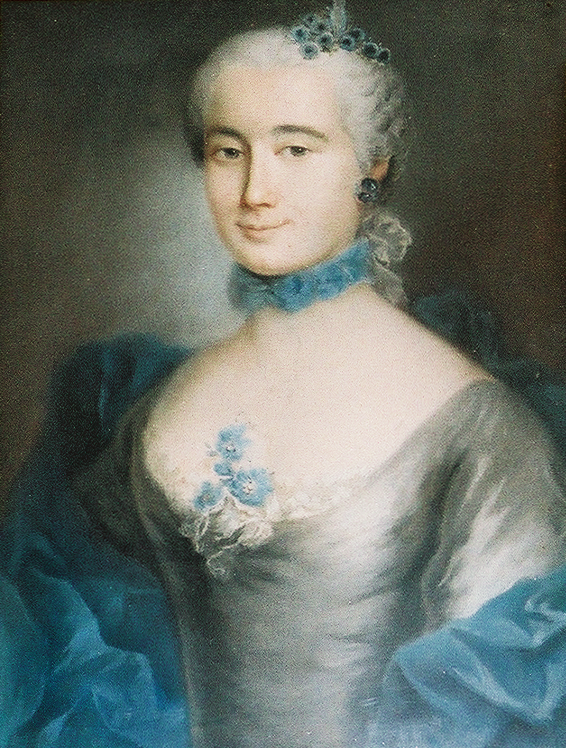
Anne Gaignault de Beaulieu en 1757.
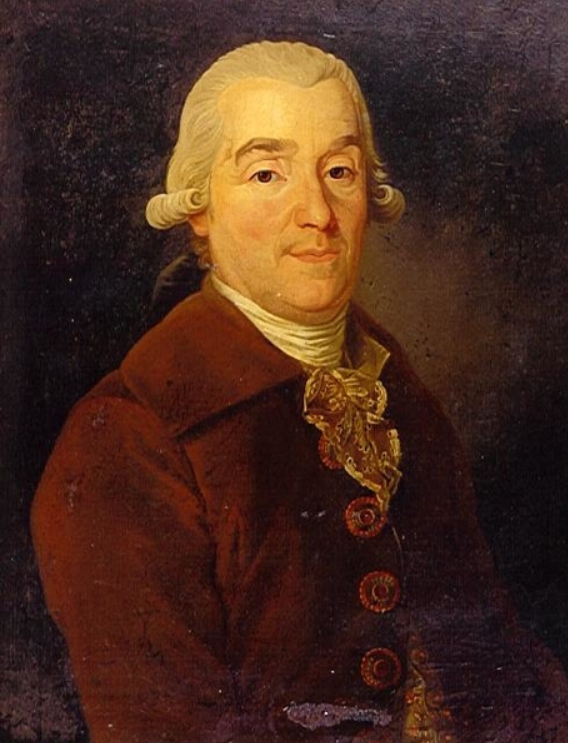
Pierre-Denis Gaignault de Saint-Soin en 1788.
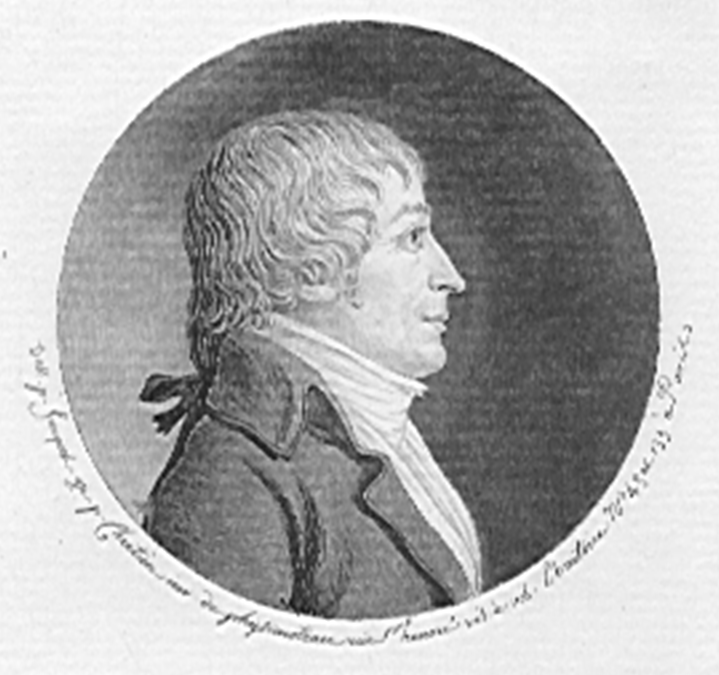
P.D. "Gaigneau-Sainsoin", directeur du département de l'Indre.
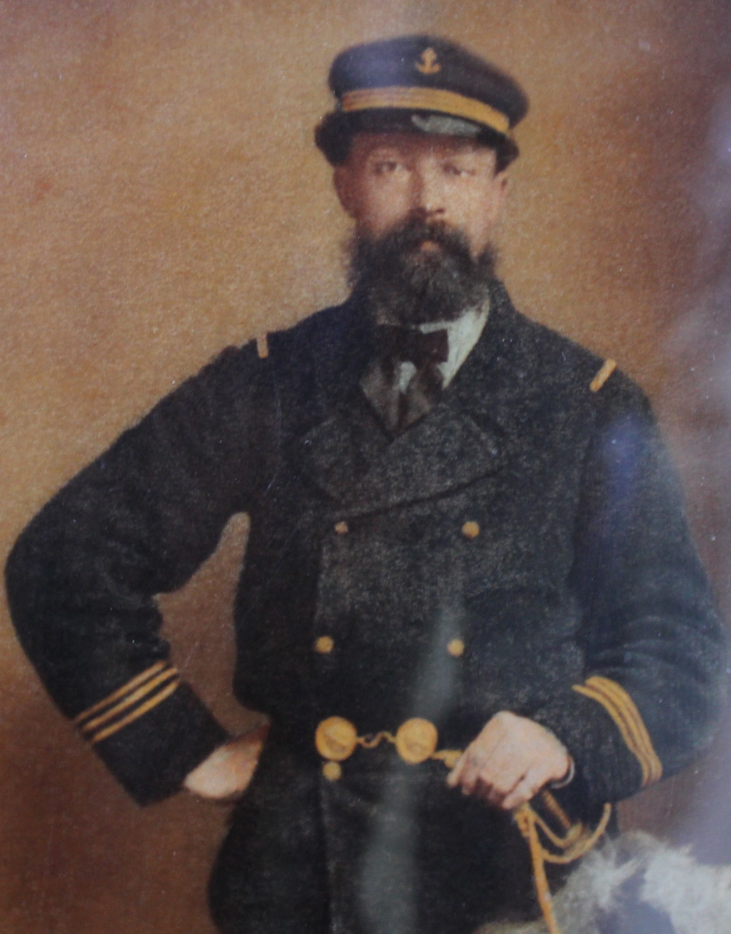
Lieutenant de vaisseau Gaigneau d'Etiolles en 1871.
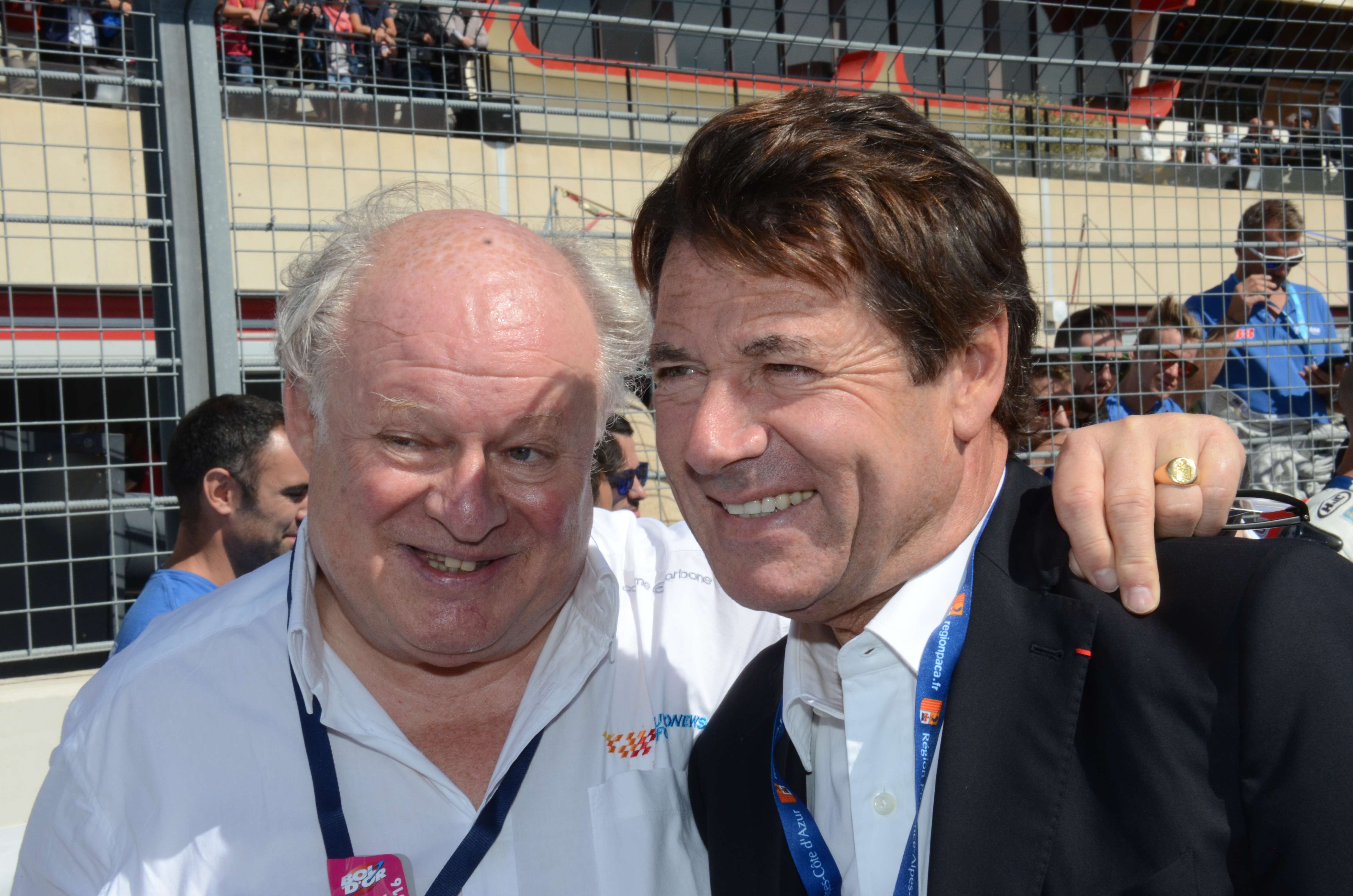
Gilles Gaignault à gauche, journaliste sportif.

## Alliances
Les principales alliances de la famille Gaignault sont : Hébert (avt 1537) ; de Mongoubert (1579) ; Fouquelin (1586) ; Pénier (1596) ; Chastain (1621) ; Renauldon (1638 et 1729) ; Baraton (1675) ; Pignot de Favrille (1682) ; de La Châtre (1723, 1741, 1760 et 1790) ; Dumontier d'Aigremont (1734) ; Trumeau de la Sablonnière (1751) ; Colas de Brouville de la Noue (1779), ; de Pacarony (1813) ; Ardant (1817) ; de Sainthorent (1826) ; Pigelet (1771, 1855 et 1898) ; Carpentier de Changy (1972) ; de La Rochefoucauld (1979) ; de Clermont-Tonnerre (1986), etc.

## Propriétés
- Château de la Guichonnerie (depuis 1771) devenu château de Bellechasse[48]
- Manoir Les Girards[48]
- Château de Bouesse[48]